# Тріфауць
Тріфауць (рум. Trifăuţi) — село в Молдові у Сороцькому районі. Розташоване на правому березі річки Дністер. Село утворює окрему комуну. В селі розташована Тріфауцька база відпочинку.

## Відомі люди
- Гузун Михайло Семенович — хореограф, народний артист України, заслужений діяч мистецтв Молдови.